# كيت كارترايت
كيت كارترايت (بالإنجليزية: Kit Cartwright)‏ هو مدرب رياضي أمريكي، ولد في 4 يناير 1954.